# 딩치첸포
딩치첸포(དིང་ཁྲི་བཙན་པོ།, Ding-khri btsan-po)는 토번의 제3대 첸포이다.
| 전 대 무치첸포 | 제3대 토번국 짼뽀 ? - ? | 후 대 쇠치짼뽀 |

| 전임 무치짼뽀 | 티베트의 국가 원수 ? ~ ? | 후임 쇠치짼뽀 |